# В'язень замку Іф
«В'язень замку Іф» (рос. «Узник замка Иф») — український радянський трисерійний художній фільм, знятий 1988 року на Одеській кіностудії режисером Георгієм Юнгвальд-Хількевичем.
Пригодницький фільм в трьох частинах: «Абат Фаріа», «Граф Монте-Крісто» і «Аз віддам» — за мотивами роману Александра Дюма «Граф Монте-Крісто». Перша роль у кіно Анни Самохіної.

## Сюжет
Напередодні весілля молодого моряка Едмона Дантеса з прекрасною Мерседес, юнака за безпідставним звинуваченням засуджують за прихильність ідеям засланця імператора Наполеона і засуджують до довічного ув'язнення в страшній в'язниці в замку Іф. Там він знайомиться із засудженим абатом Фаріа, який стає його вчителем і духовним батьком. Перед смертю абат відкриває Дантесу таємницю безцінних скарбів на острові Монте — Крісто. Скориставшись смертю Фаріа, Дантесу вдається втекти із замку. Оволодівши скарбами, у Франції з'являється загадковий граф Монте-Крісто, який починає таємно мститися своїм кривдникам.

## Акторський склад
- Віктор Авілов — Граф Монте-Крісто
- Анна Самохіна — Мерседес
- Євген Дворжецький — юний Едмон Дантес / Альбер де Морсер
- Михайло Боярський — Фернан Мондего, граф де Морсер
- Арніс Ліцитіс — граф де Вільфор, королівський прокурор
- Олексій Жарков — барон Данглар, банкір
- Олексій Петренко — Абат Фаріа
- Надіра Мірзаєва — Гайде
- Гіві Лежава — Комендант Вертьє
- Валентина Воїлкова — пані Елоіз де Вільфор
- Петеріс Гаудіньш — Максимільян Моррель
- Ігор Богодух — П'єр Моррель
- Євген Платохін — Луїджі Вампа
- Юрій Дубровін — Батістен
- Микола Кочегаров — Бошан
- Наталя Позднякова (Циганкова) — Карконта
- Яна Поплавська — Ежені Данглар
- Володимир Портнов — ювелір
- Асхаб Абакаров — епізод
- Надія Резон — Жюлі
- Світлана Смірнова — Ерміна Данглар
- Ігор Скляр — Бендетто
- Юлле Сінісалу — Валентина де Вільфор
- Володимир Стєклов — Бертуччіо
- Всеволод Шиловський — Кадрусс
- Георгій Юнгвальд-Хилькевич — Артаньяк
- В'ячеслав Цой — Лі
- Олександр Сластін — комісар поліції
- Юрій Рудченко — тюремник
- Олена Чекан — епізод
- Геннадій Четвериков
- Олег Шкловський — Дебре
- Аркадій Шалолашвілі — епізод
- Сергій Шенталинський — Франц де Епін
- Петро Шидивар — банкір Данглара
- Олена Каменських-Барановська

## Цікаві факти
- Режисер Георгій Юнгвальд-Хількевич довго не міг знайти актора на роль головного героя в цьому фільмі. Та коли летів у літаку, йому випадково потрапив на очі журнал «Театр», а в ньому — фотографія і до неї — текстовка: «У Театрі на Південному Заході роль Гамлета грає непрофесійний актор, якого режисер побачив у самодіяльному колективі і в той же день взяв до себе на всі провідні ролі». Побачивши обличчя Авілова, Юнгвальд-Хількевич зрозумів, що знайшов графа Монте-Крісто.[1]
- Не міг режисер знайти і підходящу актрису на роль Гайде. Надіру Мірзаєву знайшла в Ташкенті в місцевій балетній школі дружина Георгія Юнгвальда-Хількевича Тетяна Чернова, що працювала у нього асистентом. Вона наполягла, щоб 17-річну балерину режисер взяв на цю роль. Через деякий час Юнгвальд-Хількевич розлучився із дружиною і одружився з Мірзаєвою.[2]